# 広渡廃寺跡
広渡廃寺跡（こうどはいじ）は、兵庫県小野市広渡町304-1にある廃寺跡の遺跡。1980年（昭和55年）12月5日に国の史跡に指定されている。また2000年（平成12年）5月23日には「国史跡広渡廃寺跡歴史公園」として整備された。敷地は19820.93平方メートル。所有者は小野市。同歴史公園内に寺院の縮尺1/20の復元模型が屋外展示されている。

## 概要
加古川中流左岸の河岸段丘上に位置する古代寺院跡である。この付近一帯は『播磨国風土記』に記載された「巨勢里（こせのさと）」にあたり、古墳時代の代表的な古墳である王塚古墳なども存在している。創建時期は、出土遺物等から奈良時代中頃の7世紀後半頃だが、基壇（建物の基礎）の改修が認められ、何種類かの軒瓦が出土することから、創建以後に何回かの大規模改修が行われたことがわかる。平安時代中頃以降には衰退してしまったようで、神戸大学に残る『浄土寺縁起』（浄土寺建立のいきさつを記した古文書）には、鎌倉時代初頭頃に広渡廃寺を含む古来よりの9ヶ寺が「大破壊」を受け、「荒廃」していたことが記述されている。出土する遺物も平安時代末頃で終わることから、寺としての機能を失っていたものと考えられる。『浄土寺縁起』には、荒廃したままとなっていた広渡寺の本尊を浄土寺（新西国三十三箇所観音霊場）薬師堂の本尊として移して安置したと記されており、浄土寺との関連が窺われる。

### 伽藍配置
広渡廃寺跡は、1973年（昭和48年）から1975年（昭和50年）と1993年（平成5年）から1997年（平成9年）にかけて発掘調査が実施され、主要伽藍の配置と寺域規模が明らかとなった。金堂と中門の間に東西両塔を配し、金堂の背後に講堂をおき、これらを回廊で取り囲むという薬師寺式伽藍配置であり、寺域は現地形から判断して、東西約100メートル、南北約150メートルの規模であったと推測されている。回廊により囲まれた中心伽藍の範囲は、東西約60メートル、南北約90メートルで、地形の影響か、地域的な特徴なのか、他の寺院に比べて非常に南北の長さが長くなっている。
広渡廃寺跡は、中門からのびて講堂に取り付くはずの回廊が、北に設けられた北門へと繋がり、講堂も取り囲んでいる。また中心となる建物しか配されない回廊内に、鐘楼や蔵などの施設とみられる基壇が金堂の両脇に設けられており、僧侶の生活の場である僧坊以外の建物が、回廊内におさまっているという特徴的な状況となっている。また中門に近接して南大門があり、それに取り付く築地や通路としての階段も確認されている。

### 出土品
出土した丸瓦の大半は、行基葺瓦（先端となる円筒をつくり、それを半裁したもの）である。一部、玉縁式瓦（瓦を重ねる部分に段を設けたもの）もあるが、大型のものが多く、普通の丸瓦とは異なった場所に用いられた可能性がある。行基葺瓦で葺いた屋根は、直接瓦を重ねていくため、ごつごつとして荒々しい雰囲気を出す。

## 所在地
兵庫県小野市広渡町304-1

## 最寄駅
- JR加古川線河合西駅
- 神戸電鉄小野駅

## 周辺史跡・寺社
- 小野陣屋跡
- 金鑵城跡（金鑵城遺跡広場）
- 河合城跡
- 河合館跡
- 河合西廃寺跡
- 河合廃寺跡
- 小堀城跡
- 島村城跡
- 浄土寺（新西国三十三箇所観音霊場）
- 鈴之宮神社
- 近津神社
- 堀井城跡（堀井城跡ふれあい公園）

## 周辺施設
- おの桜づつみ回廊
- 小野子午線公園
- 小野市立旭丘中学校
- 小野市立大部小学校
- 鴨池公園
- かわい快適の森
- 共進牧場
- 鍬渓温泉
- 白雲谷温泉ゆぴか
- ひまわりの丘公園
- 平池公園
- ホテルルートイン小野

## 周辺道路
- 国道175号